# Álgebra linear na arte gerada por inteligência artificial
A álgebra linear desempenha um papel fundamental no desenvolvimento de tecnologias de inteligência artificial (IA), especialmente na criação de arte gerada por algoritmos. Esse ramo da matemática, que estuda vetores, matrizes e transformações lineares, é essencial para o funcionamento de redes neurais e técnicas de aprendizado de máquina, principais ferramentas na produção de obras artísticas por IA. Ao manipular dados em grande escala, como imagens e padrões, a álgebra linear permite a criação de representações complexas, capacitando algoritmos a reconhecer e gerar novas formas de arte. Assim, esse campo matemático tem se tornado cada vez mais relevante na interseção entre ciência e criatividade, abrindo novas possibilidades no universo da arte digital.

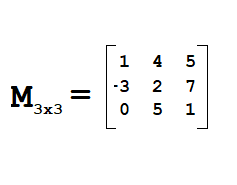
Matriz 3x3

## Fundamentos de Álgebra Linear na IA

### Vetores e Matrizes
Vetores e matrizes são fundamentais para representar e manipular dados. Por exemplo, imagens digitais podem ser tratadas como matrizes de pixels, onde cada elemento da matriz corresponde à intensidade de um pixel. Operações matriciais, como multiplicação e adição, são frequentemente utilizadas para processar e transformar essas imagens, permitindo ajustes em características visuais ou na aplicação de filtros.
Um vetor é uma entidade matemática que possui magnitude e direção. Ele pode ser representado como uma lista ordenada de números. Por exemplo, o vetor em duas dimensões (2D) pode ser escrito como:
{\displaystyle v=[v1\ v2]}
Onde [v1] e [v2] são os componentes do vetor.
Em aprendizado de máquina, os dados são frequentemente representados como vetores. Cada componente do vetor representa uma característica (feature) do dado. Por exemplo, imagine que estamos analisando dados de um conjunto de flores, onde cada flor tem duas características: comprimento da pétala e largura da pétala. Um vetor representando uma flor poderia ser:
{\displaystyle f=[4,8.5]}
No qual, 4 representa o comprimento da pétala e 8.5 representa a largura da pétala.
Operações com Vetores
Adição de Vetores: A adição de dois vetores é feita somando-se seus componentes correspondentes. Se temos dois vetores {\displaystyle (a)} e {\displaystyle (b)}:
{\displaystyle a=[a1\ a2]} e {\displaystyle b=[b1\ b2]}
A soma (c = a + b) é:
{\displaystyle c=(a1+b1\ a2+b2)}
Multiplicação por Escalar: Multiplicar um vetor por um número (escalar) envolve multiplicar cada componente do vetor por esse número. Se temos um vetor  e um escalar (k):
{\displaystyle a=[a1\ a2]} e {\displaystyle k=2}
A multiplicação (a.k) é:
{\displaystyle ak=[2a1\ 2a2]}
Vetores são fundamentais em aprendizado de máquina e aprendizado profundo, desde a representação de dados até a execução de operações matemáticas complexas em redes neurais. Compreender as operações básicas com vetores e suas aplicações práticas é essencial para qualquer pessoa interessada em explorar o campo da inteligência artificial.

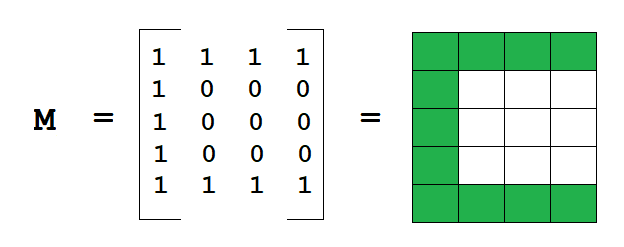
Uma imagem de uma matriz representando uma imagem digital

### Transformações Lineares
Transformações lineares são operações que alteram a representação de dados em um espaço vetorial. No contexto de processamento de imagens, essas transformações podem incluir rotação, translação e redimensionamento. Elas são cruciais para tarefas como a normalização de imagens e a melhoria de características em pré-processamento de dados para redes neurais.

### Autovalores e Autovetores
Os conceitos de autovalores e autovetores desempenham um papel vital em técnicas de compressão de dados e reconhecimento de padrões. Em redes neurais, a decomposição de matrizes por meio de autovalores pode ajudar a identificar características importantes dos dados, permitindo uma representação mais compacta e eficiente. Essas propriedades são fundamentais em algoritmos como a Análise de Componentes Principais (PCA), que é amplamente utilizada na redução de dimensionalidade.
Vamos entender o conceito através de um exemplo simples. Considere o operador linear T:R2→R2  descrito por T(x,y)=(ax+by,cx+dy). Determinar os autovalores e autovetores é a mesma coisa que: encontrar λ∈R tal que exista (x,y)≠(0,0) e T(x,y)=λ×(x,y).
Isso é o mesmo que encontrar:
{ax+by=λxcx+dy=λy⇒{(a−λ)x+by=0cx+(d−λ)y=0  (33)
na qual (x,y)≠(0,0). A título de curiosidade, o polinômio p(λ) obtido por esta equação é chamado de polinômio característico.
Coincidentemente (só que não), caímos em um sistema linear igual ao da equação 12. Se ainda está por dentro deste post, você vai se lembrar que esse sistema possui uma solução não-nula se e somente se:
det[(a−λ)bc(d−λ)]=0   (34)
Portanto, o autovalores de T são encontrados através da equação 34, se existirem. Por sua vez, os autovetores associados a cada autovalor λ são as soluções não nulas da equação 33.

## Processos de IA na arte que utilizam álgebra linear
A inteligência artificial (IA) tem desempenhado um papel significativo na transformação do campo artístico, e muitos de seus processos fundamentais estão profundamente enraizados em conceitos matemáticos, como a álgebra linear. A seguir, exploramos como a álgebra linear é aplicada em diversos processos de IA na arte.

### Redes Neurais
As redes neurais, que são a espinha dorsal de muitos sistemas de IA, utilizam operações de álgebra linear para processar dados. Cada neurônio em uma rede é representado por uma função linear, e as conexões entre eles podem ser descritas através de matrizes. Durante o treinamento, as redes ajustam esses pesos através de operações matriciais, permitindo que a IA reconheça padrões em dados artísticos.

### Geração de Imagens
As redes neurais generativas adversariais (GANs), amplamente utilizadas na criação de imagens, dependem fortemente de álgebra linear. Um GAN consiste em duas redes: um gerador e um discriminador, que interagem por meio de operações matriciais. A geração de novas imagens envolve a manipulação de vetores em um espaço latente, onde a álgebra linear permite a interpolação e a transformação de dados visuais.

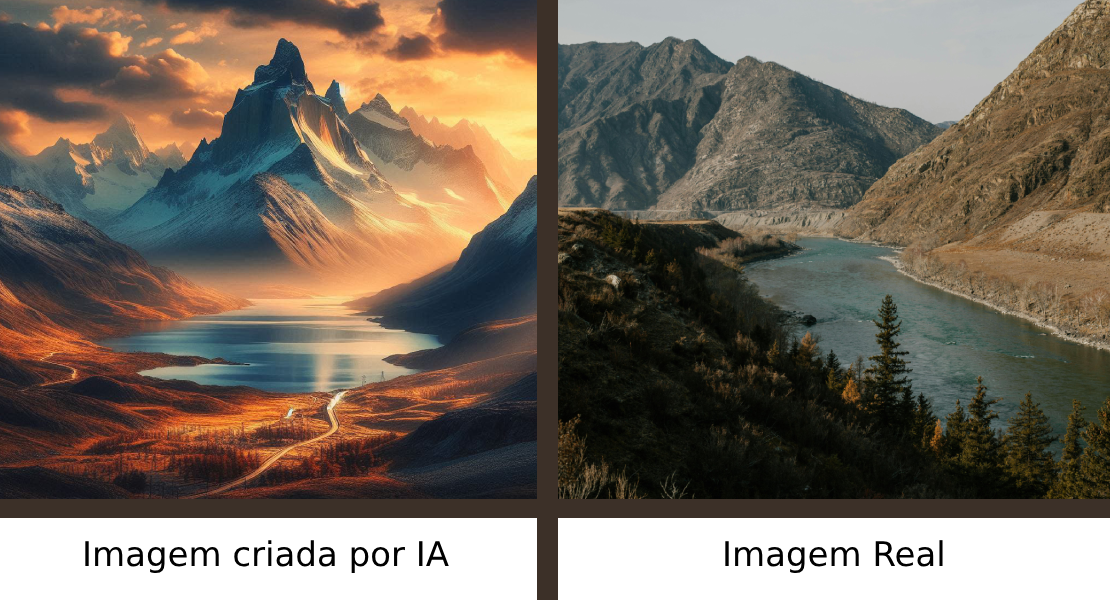
Uma comparação entre uma imagem gerada por GANs e uma imagem real

### Estilização de Imagens
Técnicas como transferência de estilo utilizam álgebra linear para aplicar características de uma obra de arte a outra imagem. Algoritmos analisam as características das camadas da rede neural, usando operações de matriz para extrair e combinar informações de estilo e conteúdo. Isso resulta na estilização de imagens, onde a representação visual é alterada sem perder a estrutura original.

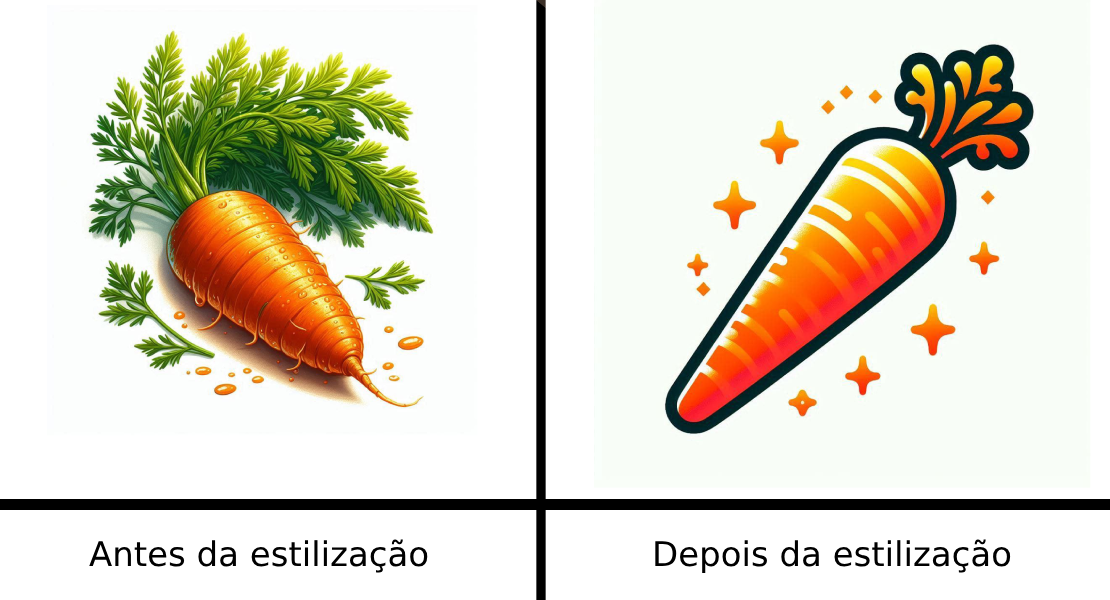
Um exemplo visual de uma imagem antes e depois da estilização

### Análise de Dados Artísticos
A análise de grandes volumes de dados de arte, como a classificação de estilos e movimentos, é facilitada por técnicas de álgebra linear. Métodos de redução de dimensionalidade, como Análise de Componentes Principais (PCA), são usados para simplificar conjuntos de dados complexos. Isso permite que pesquisadores e artistas identifiquem tendências e relações ocultas em obras de arte, utilizando operações matriciais para visualizar e interpretar dados.

### Criação Musical
Na música, a IA utiliza álgebra linear para modelar e gerar composições. A representação de notas e acordes em matrizes permite a manipulação e combinação de diferentes elementos musicais. Através de algoritmos baseados em aprendizado de máquina, a IA pode criar novas melodias e harmonias, baseando-se em padrões aprendidos.

## Aplicações Práticas
A álgebra linear desempenha um papel crucial na criação de arte gerada por inteligência artificial, permitindo a expressão artística de maneiras inovadoras. Duas aplicações práticas notáveis incluem:

### Arte Abstrata e Texturas
Algoritmos baseados em álgebra linear são usados para gerar padrões e texturas complexas, proporcionando novas formas de expressão artística. A manipulação de vetores e matrizes permite a criação de designs visuais intrigantes, onde a aleatoriedade e a matemática se unem para produzir obras de arte únicas. Esses padrões podem ser aplicados em diversas mídias, desde pinturas digitais até instalações interativas.

### Criação de Personagens e Cenários
Na indústria de videogames e cinema, a álgebra linear é fundamental na modelagem tridimensional. A manipulação de coordenadas em um espaço tridimensional permite a criação de personagens e cenários realistas. Operações como transformações lineares são usadas para rotacionar, escalar e posicionar modelos 3D, contribuindo para a criação de experiências imersivas e visualmente impressionantes.

## Exemplos de algoritmos usados na interseção entre IA e arte

### GANs (Redes Neurais Generativas Adversariais)
As GANs, ou Redes Adversariais Generativas, são formadas por duas redes principais: o gerador e o discriminador. O gerador é responsável por criar imagens a partir de dados de entrada, enquanto o discriminador avalia essas imagens para determinar se são reais ou falsas. Essa interação competitiva entre as duas redes resulta na produção de imagens cada vez mais realistas, à medida que ambas aprendem e se aprimoram com os dados de treinamento.

### DeepDream
DeepDream é uma técnica criada pelo Google que utiliza redes neurais convolucionais para modificar e gerar imagens. O algoritmo trabalha identificando e realçando padrões e características presentes nas imagens, resultando em criações que parecem "sonhadas" ou surrealistas. Essa técnica é frequentemente utilizada para explorar e visualizar como as redes neurais processam informações, ajudando a entender melhor seu funcionamento interno.
Esses algoritmos exemplificam como a IA pode ser aplicada para criar e transformar obras de arte, expandindo as possibilidades criativas e visuais.

## Impactos na arte
A utilização da álgebra linear na criação artística por meio da inteligência artificial tem gerado impactos significativos em várias dimensões:

### Acessibilidade à Criação
A álgebra linear é fundamental para o funcionamento de algoritmos complexos usados na geração e manipulação de imagens, sons e textos. Essa base matemática torna a criação artística mais acessível, permitindo que tanto artistas quanto não-artistas experimentem com ferramentas que, de outra forma, exigiriam um conhecimento técnico avançado. Assim, mais pessoas podem explorar sua criatividade de maneira fácil e inovadora.

### Expansão da Criatividade
A inteligência artificial, ao empregar álgebra linear para processar dados artísticos, abre novas possibilidades para a exploração criativa. Artistas podem gerar ideias e estilos inéditos, combinando elementos de maneiras inovadoras e surpreendentes. Essa abordagem pode inspirar o surgimento de novas correntes artísticas, ampliando ainda mais os horizontes da criatividade.

### Análise e Curadoria
A análise de grandes volumes de dados artísticos por meio de métodos de álgebra linear, como a Análise de Componentes Principais (PCA), permite identificar tendências e padrões. Essas informações podem ser muito úteis na curadoria de exposições, ajudando curadores e pesquisadores a compreender melhor o contexto e a evolução das obras de arte. Assim, essa abordagem enriquece a forma como as exposições são planejadas e apresentadas ao público.

### Interatividade
As ferramentas que utilizam álgebra linear na criação artística possibilitam a interatividade em tempo real. Isso significa que o público pode interagir diretamente com as obras durante exibições digitais. Essa interação torna a experiência mais envolvente e participativa, permitindo que os espectadores se tornem parte da arte.

### Questionamento da Autoria
A integração da álgebra linear na arte gerada por inteligência artificial traz à tona questões importantes sobre originalidade e autoria. Quando a criação artística é guiada por algoritmos, o papel do artista se transforma. Isso desafia conceitos tradicionais de autoria e criatividade, fazendo-nos refletir sobre o que significa ser um criador na era digital.

### Novas Estéticas
A capacidade de gerar e manipular obras utilizando algoritmos de inteligência artificial, fundamentados em álgebra linear, permite a criação de estéticas completamente novas que não poderiam ser alcançadas apenas com técnicas tradicionais. Isso enriquece o panorama artístico contemporâneo, abrindo novas possibilidades para a expressão criativa.
Em resumo, a aplicação da álgebra linear na criação artística por IA não apenas transforma o modo como a arte é criada, mas também altera as percepções sobre a própria arte, sua produção e seu valor cultural.